# O esca viatorum
O esca viatorum is een hymne die wel in de katholieke liturgie wordt gezongen. De tekst spreekt van Godsverlangen, maar tevens is het een lofzang op het Allerheiligste en een getuigenis van de transsubstantiatie. Het is dan ook een communielied.
De schrijver van de tekst is onbekend, maar vermoedelijk betreft het een 17e-eeuwse Jezuïet. Het werd voor het eerst gepubliceerd in het Mainz-Gesangbuch (1661), samen met muziek. Gewoonlijk wordt dezelfde melodie gehanteerd als die van het bekendere O Welt, ich muss dich lassen, die weer terug te voeren is op een werelds afscheidslied van Heinrich Isaac.
De hymne werd door een aantal componisten bewerkt, waaronder Franz Joseph Haydn die er een muziekstuk in de vorm van een motet op baseerde. In 1972 werd door Paul Joseph Metschnabl de Missa "O esca viatorum" gecomponeerd.

## Tekst
De tekst van het lied, in het Latijnse origineel, luidt als volgt:
O esca viatorum, 
O panis angelorum
O manna coelitum, 
Esurientes ciba
Dulcedine non priva 
Corda quærentium (2x). 
O lympha, fons amoris,
Qui puro Salvatoris,
E corde profluis
Te sitientes pota,
Hæc sola nostra vota,
His una sufficis (2x).
O Jesu, Tuum vultum, 
Quem colimus occultum,
Sub panis specie,
Fac, ut remoto velo, 
Post libera in cælo
Cernamus facie (2x). 
De vertaling in het Nederlands luidt:
O voedsel van de pelgrims.
O brood van de engelen.
O manna van de hemelbewoners.
Voed de hongerigen
Beroof het hart van hen die u zoeken,
niet van haar zachtheid.
O heldere bron van liefde,
die uit het zuivere hart
van de Heiland tevoorschijn stroomt.
Geef te drinken aan hen, die naar u dorsten.
Dit alleen is onze wens.
Het enige dat wij verlangen.
O Jezus, Uw gelaat
dat nu voor ons verborgen is
onder de gedaante van het brood.
Geef dat wij het,
Nadat de sluier verwijderd is,
in de hemel zullen aanschouwen.